# 路德維希·阿格倫
路德維希·安德斯·阿格倫（1995年7月6日—）是一名美國實況主、YouTuber、播客主持人與《任天堂明星大亂鬥》評述員、職業電競隊伍Moist Esports的共同擁有者，以其本名「Ludwig」為人所知。他在2018至2021年底間在Twitch上直播，此後則與YouTube Gaming簽下專屬合約，轉移陣地至YouTube直播電子遊戲或諸如電玩節目、比賽等相關內容。
在2021年舉辦廣為宣傳的「直播馬拉松」（Subathon）活動時，阿格倫成為Twitch有史以來訂閱人數最多的直播主，最高峰時擁有約28萬活躍訂閱者，打破了此前由Ninja保有的26萬紀錄。直至2023年2月8日，他的紀錄才被凯·塞纳特近31萬的訂閱數取代。

## 早年生活
阿格倫在1995年7月6日出生於美國新罕布什爾州霍利斯，擁有法國和瑞典血統，長大後於霍利斯/布魯克萊恩高中就讀，並曾在該高中的《律政俏佳人》音樂劇中主演華納·亨廷頓三世（Warner Huntington III）一角。畢業後，他前往亞利桑那州立大學攻讀英語文學與新聞學，期間為單口喜劇和即興喜劇俱樂部Tempe Underground（以前稱作Tempe Late Night）的成員之一。2017年，阿格倫以優等成績卒業，獲得文学学士學位。

## 職業生涯

### Twitch

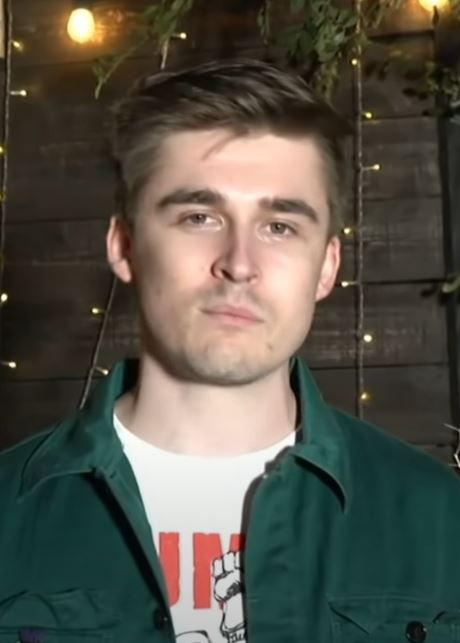
2021年9月的阿格倫

阿格倫在2017年5月16日開始在Twitch上兼職直播，其遊玩的第一款遊戲為《马里奥聚会2》，並在2019年2月16日轉為全職。在2018至2019年間，他主要遊玩《任天堂明星大亂鬥》、《马里奥聚会2》和《黑暗靈魂》等作，但其頻道一直未有起色，觀眾人數也相對較少。2019年11月10日，阿格倫在《马里奥聚会4》的按鈕混搭小遊戲「Domination」創下新的世界紀錄，達到199分，之後再刷新至201分。Polygon的歐文·S·古德（Owen S. Good）表明他的紀錄甚至勝過TAS競速機器人打出的160分，並形容：「如果外星人來到地球，而我不得不解釋什麼是電子遊戲，以及它為何有趣時，我會向他們展示這個（阿格倫創下的紀錄）」。然而Kotaku的札克·茨維埃岑（Zack Zwiezen）對此持否認態度，指出機器人的得分上限為160，而阿格倫遊玩的是可超出限制的修改版本。
2020年1月，阿格倫在要與「Mew2King」傑森·齊默爾曼（Jason Zimmerman）和「Plup」賈斯汀·麥格拉斯（Justin McGrath）等《大亂鬥》職業選手與名人比肩的情況下，仍奪得由2016年寶可夢世界錦標賽冠軍得主沃爾夫·格里克舉辦的《寶可夢 劍／盾》邀請賽的冠軍。同年6月，他獲邀參加Chess.com的業餘國際象棋錦標賽PogChamps，與其他知名Twitch同行競爭，並最終取得復活賽的第二名。五個月後，為了取代因收到任天堂的停終信函而胎死腹中的第10屆The Big House（TBH），阿格倫宣佈舉辦即興的慈善錦標賽「路德維格·阿格倫冠軍賽3」，好讓原本打算報名TBH的選手參賽。該系列賽在2020年12月20至21日舉行，總共為Gamers for Love募捐了261,668美元。此外，阿格倫也在12月發行了一張題叫《非常大亨聖誕節》（A Very Mogul Christmas）的聖誕專輯，務求為其他實況主提供不受DMCA政策影響的自由版權聖誕音樂。
同樣是在2020年12月，阿格倫的YouTube頻道和Twitch頻道的訂閱數都超過了100萬；Dot Esports的凱爾·麥可（Cale Michael）將他的快速增長歸功於其「大幅擴張的Twitch直播、與其他大創作者的持續合作，以及願意在直播和YouTube頻道上嘗試新形式的內容」。一個月後，他開始與另一位實況主「Cr1TiKaL」小查爾斯·懷特（Charles White Jr.）在Twitch上一起主持名為Hivemind的遊戲節目。2021年10月，阿格倫與其他Twitch頂流實況主的收入被公開，自2019年8月通過Twitch進帳了330萬美元。儘管訊息來源備受質疑，但他仍證實其公佈的個人收入正確無誤。

#### 直播馬拉松
在2021年3月14日，阿格倫舉辦了一場持續30天，直至4月13日才結束的直播馬拉松。「直播馬拉松」（Subscription Marathon，通稱Subathon）是一種只要收到觀眾花費5美元贊助的訂閱，實況的倒數計時便會延長的形式。當倒數計時歸零，實況則結束。阿格倫在直播馬拉松期間獲得超過28萬3000次訂閱，打破此前由Ninja泰勒·布萊文斯（Tyler Blevins）在2018年達成的Twitch上最多同時訂閱者紀錄。

### 移籍至YouTube

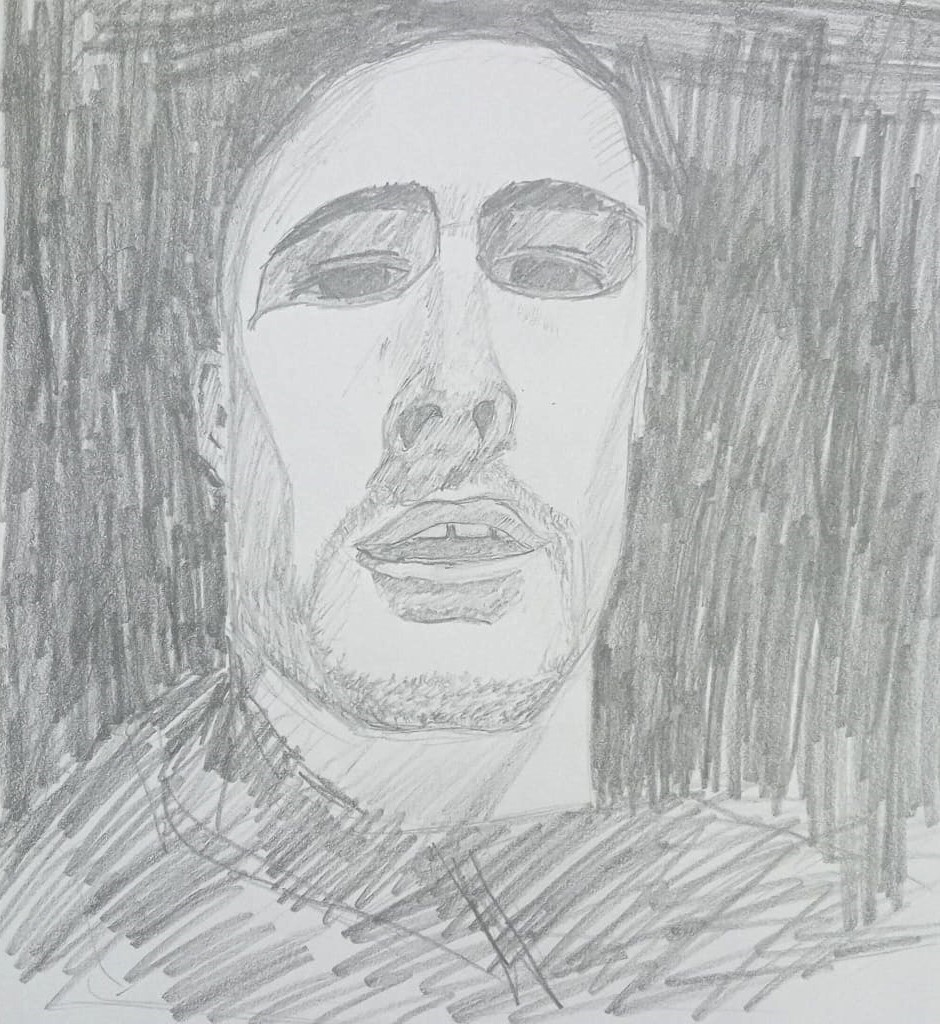
2025 年的
路德維希

2021年11月29日，阿格倫發佈了一部簡短的喜劇小品，通過炸毀一輛象徵Twitch的紫色汽車，宣佈自己將不再在該平台上直播，並將在翌日開始轉戰YouTube Gaming。之所以做出此舉，除了包括在喜劇小品內提到的音樂使用問題外，他也在一部影片中指出感覺自己不受Twitch尊重：
雖然我己在Twitch上直播了三年多，人們也稱我是Twitch的金童，但我真的不這麼認為 […] 我從來都感覺不到自己特別受Twitch喜愛……彼此之間根本就沒有互諒互讓的關係。
阿格倫進一步表示希望以「與YouTube Gaming簽約的可能性」作籌碼，向Twitch爭取更好的合同，但Twitch那「祝你好運」的態度卻令他十分痛心，這也是其移籍至YouTube的主要原因。Twitch及後宣佈放寬對合作實況主的排他性規定，不再限制他們上傳實況影片至其他平台，阿格倫認為其轉戰YouTube的決定是他們改變政策的原因之一。儘管如此，他還是在同年12月兩次遭遇跟Twitch類似的DMCA音樂版權問題，令其實況暫時被封。
在2022年7月2日，阿格倫在YouTube劇場內於5000多位觀眾面前主持其遊戲節目「Mogul Money」的現場版，參賽者包括「Pokimane」伊瑪妮·安尼斯（Imane Anys）、「xQc」菲利克斯·倫耶爾（Félix Lengyel）、「Sykkuno」托馬斯（Thomas）、「Mizkif」馬修·里諾多（Matthew Rinaudo）、「Sodapoppin」托馬斯·錢斯·莫里斯四世（Thomas Chance Morris IV）和「Fuslie」萊絲莉·傅（Leslie Fu）等人，並由Sykkuno取得最終勝利。該現場節目在他的頻道上創下YouTube最多人同時觀看的實況紀錄，最高峰時有146,699名觀眾收看。同年9月23日，阿格倫宣佈將在12月11日於洛杉磯蓋倫中心舉辦一場將有實況主和職業西洋棋棋手參與的西洋棋拳擊冠軍賽。在該賽事中，他在擔任共同主持的同時也與「CDawgVA」康納·科洪（Connor Colquhoun）進行一場突襲西洋棋搧耳光比賽。2022年9月11日，阿格倫為了測試自己能多快被封台，而在實況時故意播放具版權的歌曲《Go!!!》，故第三度遭封台。其播歌之後1分31便被封，並認為這是新的「世界紀錄」。同月27日，他宣布與其他實況主「Atrioc」布蘭登·尤因（Brandon Ewing）、內森·斯坦茨（Nathan Stanz）和尼克·艾倫（Nick Allen）一起成立創意公司Offbrand。隔天，阿格倫與Jschlatt創立YouTube頻道「Lud and Schlatts Musical Emporium」，並在其中發佈了著名歌曲的免版稅錄音，以及兩首任天堂遊戲風格的原創歌曲，供其他YouTuber內容創作之用。
2022年10月15日，阿格倫宣佈開創坐浴桶產品線品牌Swipe。同年21日至23日，他在拉斯維加斯為《任天堂明星大亂鬥DX》和《任天堂明星大亂鬥 特別版》組織了一場邀請賽，並由其和「Alpharad」雅各布·拉邦四世（Jacob Rabon IV）的頻道轉播。該比賽有32名選手參加，兩場比賽的獎池均為30,002美元，後來在第一資本的交叉宣傳下增至52,502元。在舉辦比賽前一天的20日，阿格倫透露有一位主要贊助商在最後一刻打退堂鼓，最後是另一位YouTuber「MrBeast」吉米·唐納森（Jimmy Donaldson）旗下的公司Feastables簽約成為贊助商就得以順利舉行。據他和賽事主辦者「Calvin」艾登·麥凱格（Aiden McCaig）所言，這場邀請賽的舉辦成本達20萬美元。
鑑於2022年《任天堂明星大亂鬥》世界巡迴賽（Smash World Tour，SWT）宣告取消，以及玩家社群對任天堂與Panda Global的不滿，阿格倫在2022年12月18日舉辦Scuffed世界巡迴賽，打算與同期進行的「熊貓盃決賽」（Panda Cup Finale）分庭抗禮，但原定在同一周末作賽的後者隨後卻遭到主辦方的推遲。阿格倫在Scuffed巡迴賽中邀請了2022年SWT的《大亂鬥DX》及《大亂鬥特別版》的前16名職業選手同場比拼，以為《任天堂明星大亂鬥》世界巡迴賽的組織者VGBootCamp籌集資金。2023年1月，阿格倫宣佈加入由Cr1TiKaL創立的職業電子競技隊伍Moist Esports，成為他們的共同擁有者。

## 個人生活
阿格倫目前正與同為實況主的「QTCinderella」布蕾兒（Blaire）交往，兩人現與另外兩位室友在加利福尼亞州洛杉磯同居。

## 獲得獎項與提名
| 年份 | 獎項             | 類別             | 結果 | 來源          |
| ---- | ---------------- | ---------------- | ---- | ------------- |
| 2021 | 電競獎           | 年度實況主       | 提名 | [ 54 ]        |
| 2022 | 實況主大獎       | 最佳多種類實況主 | 提名 | [ 55 ]        |
| 2022 | 實況主大獎       | 年度實況主       | 獲獎 | [ 56 ] [ 55 ] |
| 2022 | 美國網路電視大獎 | 年度實況主       | 提名 | [ 57 ] [ 58 ] |
| 2022 | 美國網路電視大獎 | 最佳合作         | 提名 | [ 57 ] [ 58 ] |
| 2022 | 美國網路電視大獎 | 最佳多種類實況主 | 獲獎 | [ 57 ] [ 58 ] |
| 2022 | 遊戲大獎         | 年度內容創作者   | 獲獎 | [ 59 ]        |
| 2023 | 實況主大獎       | 紅粉聯盟         | 提名 | [ 60 ]        |
| 2023 | 實況主大獎       | 最佳實況活動     | 獲獎 | [ 60 ]        |
| 2023 | 美國網路電視大獎 | 年度實況主       | 提名 | [ 61 ]        |
| 2023 | 美國網路電視大獎 | 最佳多種類實況主 | 提名 | [ 61 ]        |
| 2023 | 美國網路電視大獎 | 最佳播客         | 提名 | [ 61 ]        |
| 2023 | 電競大獎         | 年度電競人物     | 待定 | [ 62 ]        |

## 影視作品

### 音樂影片
| 年份 | 歌曲             | 歌手                 | 角色           | 來源   |
| ---- | ---------------- | -------------------- | -------------- | ------ |
| 2021 | 〈地狱火的试炼〉 | Sub Urban與貝拉·波奇 | 服務生#2       | [ 63 ] |
| 2022 | 〈Dolls〉        | 貝拉·波奇            | 擦玻璃的服務生 | [ 64 ] |

## 音樂作品

### 專輯
- 《非常大亨聖誕節》（A Very Mogul Christmas，2020）

### 一手來源
在正文中，此類參考資料前面會以雙劍標（‡）標示之：
1. ↑  @LudwigAhgren.  (推文). July 6, 2021  [August 26, 2021]. （原始内容存档于July 6, 2021） –Twitter （英语）.
2. ↑  Kanojia, Alok. . Ludwig (Video).   [March 11, 2022]. （原始内容存档于2022-05-12） –YouTube （英语）.
3. ↑  Ahgren, Ludwig. . Ludwig (Video). September 28, 2021  [May 18, 2022]. （原始内容存档于2022-05-18） –YouTube （英语）.
4. 1 2  Wired. . January 4, 2023  [January 7, 2023]. （原始内容存档于2023-01-06） –YouTube.
5. ↑  @LudwigAhgren.  (推文). 2019-02-18 –Twitter （英语）.

## 延伸閱讀
- . Vox. August 24, 2018  [April 29, 2022]. （原始内容存档于February 17, 2022） （英语）.
- Dent, Steve. . Yahoo! News. Engadget. November 30, 2021  [September 15, 2022]. （原始内容存档于2022-09-15） （英语）.
- Press-Reynolds, Kieran. . Yahoo! News. Business Insider. November 30, 2021  [September 15, 2022]. （原始内容存档于2022-09-15） （英语）.

## 外部連結
- YouTube上的路德維希·阿格倫頻道
- 路德維希·阿格倫的Twitch频道
- 路德維希·阿格倫的X（前Twitter）
- 路德維希·阿格倫的Instagram帳戶
- Offbrand （页面存档备份，存于）